# Carlos Dada
Carlos Dada (Lovaina, Bélgica, 1970) és un periodista establert a El Salvador, fundador i director del diari salvadoreny El Faro.
Va estudiar a la Universitat Iberoamericana de Mèxic, on la seva família s'havia traslladat durant el conflicte a El Salvador, i el seu primer treball va ser en la redacció d'esports d'una ràdio el 1993. Ha treballat en premsa, ràdio i televisió en la cobertura de notícies de més de vint països. El 1996 es va integrar en la secció d'opinió del diari mexicà La Crònica i dos anys després, el 1998, amb només vint-i-vuit anys, va tornar a El Salvador i va fundar El Faro, un mitjà de referència del periodisme de defensa dels drets humans a Iberoamèrica, conegut per les seves investigacions sobre corrupció i violència. Dada ha informat des de diverses zones de conflicte com l'Iraq, Veneçuela, Mèxic, Guatemala i, més recentment, Hondures. El seu treball ha estat publicat a Amèrica Llatina, els Estats Units, Bòsnia i Espanya.
Actualment és becari del Centre Cullman per Escriptors de la Biblioteca Pública de Nova York, on està escrivint un llibre sobre esquadrons de la mort a El Salvador.

## Reconeixements
- Xè Premi Internacional de Periodisme Julio Anguita Parrado (2017)
- Reconeixement a l'Excel·lencia del Premi Gabo Fundació Gabriel García Márquez per al Nou Periodisme Iberoamericà (FNPI) (2016)
- Premi Maria Moors Cabot de Llatinoamericana de Reportatges de la Universitat de Colúmbia (2011)
- Premi Anna Polikowskaja (2011)
- Pemi IPYS al periodisme d'investigació d'Amèrica Llatina, pel treball "Así matamos a monseñor Romero"